# Trinycteris nicefori
Trinycteris nicefori là một loài động vật có vú thuộc chi đơn loài Trinycteris trong họ Dơi mũi lá, bộ Dơi. Loài này được Sanborn mô tả năm 1949.